# Kidnapping (série télévisée)
 (octobre 2020).
Kidnapping (DNA) est une série télévisée policière danoise diffusée sur TV 2 Danmark à partir du 9 septembre 2019. La série est sortie en France et en Allemagne sur la chaîne Arte en octobre 2020.

## Synopsis
À Copenhague, la police est informée de l'enlèvement d'une fille de onze mois, Minna. La première piste est celle du père séparé de la mère, un réfugié iranien. Mais l'inspecteur Rolf Larsen, nouvellement père de famille, n'est pas convaincu et se penche plutôt sur les indices laissés par le ravisseur, qui donnent une piste vers la Pologne. Sur le ferry qui l'y mène, son bébé, qu'il avait emmené avec lui, disparaît.
Cinq ans plus tard, alors qu'une policière, Neel, apporte l'échantillon d'ADN d'un suspect de vol et d'enlèvement, la police se rend compte que le fichier des profils ADN contient des failles. Rolf Larsen y voit l'occasion de rouvrir l'enquête sur le ravisseur de Minna.

## Fiche technique
- Création : Torleif Hoppe
- Scénario : Torleif Hoppe, Nanna Westh
- Réalisation : Henrik Ruben Genz, Kasper Gaardsøe
- Photographie : Jørgen Johansson, Jan Pallesen
- Musique : Jacob Groth
- Production : Nordisk Film Production, Frenchkiss Pictures
- Langues : danois, polonais, anglais, français

## Distribution
Au Danemark
- Anders W. Berthelsen (VF : Stéphane Boucher) : Rolf Larsen, un inspecteur de police
- Olivia Joof Lewerissa (VF : Pauline Ziadé) : Neel, une policière
- Nicolas Bro (VF : Erik Stouvenaker) : Jarl Skaubo, responsable de la police scientifique et ami de Rolf
- Trine Pallesen (VF : Odile Cohen) : Astrid Oxlev, cheffe de Rolf
- Johanne Louise Schmidt (VF : Capucine Lespinas) : Maria Larsen, femme de Rolf
- Louise Mieritz (VF : Anne Le Guernec) : Eva Skaubo, femme de Jarl
- Clara Ellegaard (VF : Jeanne Ruff) : Melanie Svendsen
- Anders Heinrichsen (VF : François Feroleto) : Jannik Vidt, un policier
- Frederik Johansen : Oliver Myhre
- Sigurd Holmen le Dous (VF : Laurent Blanpain) : Stahl
- Lars Berge (VF : Emmanuel Lemire) : Torstein
- Peter Gilsfort : Bror Randrup, père de famille d'accueil de Melanie
- Julie Carlsen : Vibeke Randrup
- Uffe Kristensen : l'homme de Tranum
- Niels Anders Manley (VF : Laurent Blanpain) : Lange
- Michael Moritzen (VF : Elric Thomas) : Kurt Buhman
- Maria Erwolter (VF : Floriane Muller) : Gunvor

En Pologne
- Zofia Wichłacz (VF : Léopoldine Serre) : Julita, une jeune femme de 19 ans
- Grazyna Zielinska (VF : Frédérique Cantrel) : Babka, la grand-mère de Julita
- Maciej Musiał (VF : Gwendal Anglade) : Tadek, fiancé de Julita
- Hanna Dunowska (VF : Isabelle Gardien) : Renata, la mère de Tadek
- Jadwiga Jankowska-Cieslak (VF : Annie Le Youdec) : la Mère Apolonia, une religieuse directrice de Mandorla
- Renata Berger : la sage-femme religieuse
- Izabela Noszczyk : Cornelia
- Wojciech Blach (VF : Thierry Garet) : Władek, un policier
- Magdalena Karel (VF : Carole Franck) : une religieuse infirmière
- Maja Barelkowska : la Sœur Iwona
- Hanna Konarowska (VF : Caroline Espargilière) : Paulina, une jeune femme recueillie à Mandorla

En France
- Charlotte Rampling (VF : elle-même) : Claire Bobain, commandant de police
- Xavier Lemaître : André de Beaulieu
- Quentin Faure (VF : lui-même) : Grégoire Moreau
- François Loriquet : l'inspecteur de police criminelle
- Vincent Nemeth : l'avocat de Moreau
- Samuel Brafman-Moutier : Fabien Moreau
- Mehdi Dahmane : un officier de police

Version française dirigée par Anneliese Fromont chez Hiventy, d'après une adaptation des dialogues de Stéphanie Vadrot et François Dubuc.
 Source et légende : version française (VF) sur RS Doublage et cartons télévisés du doublage français.

## Épisodes

### Première saison (2019)
La première saison compte huit épisodes sans titres.

### Deuxième saison (2022)
La deuxième saison comprend six épisodes. Elle est réalisée par Fabian Wullenweber, sur un scénario de Torleif Hoppe.
Elle se déroule au Danemark et en Roumanie.

## Réception critique
Pour le critique du Monde, « Kidnapping tente d’échapper aux conventions du « scandi noir », pour reprendre l’expression qui désigne un genre littéraire et télévisuel fait de policiers dépressifs et d’affaires révélant les recoins les plus sombres de l’âme humaine », « sans tout à fait convaincre ». La critique de 20 Minutes reprend les termes du critique du Monde, mais pour en donner une vision plus favorable.
La critique des Échos salue un « polar sombre et intense en huit épisodes avec Charlotte Rampling en guest-star ». Le Parisien interviewe l'actrice à cette occasion.